# Rhinella chavin
Espèce
Synonymes
- Bufo chavin Lehr, Kohler, Aguilar & Ponce, 2001

Statut de conservation UICN

 EN  : En danger
Rhinella chavin est une espèce d'amphibiens de la famille des Bufonidae.

## Répartition
Cette espèce est endémique de la province de Pachitea dans la région de Huánuco au Pérou. Elle se rencontre entre 2 600 et 3 072 m d'altitude.

## Description
Les mâles mesurent de 47,5 à 52,0 mm et les femelles de 54,8 à 64,9 mm.

## Publication originale
- Lehr, Köhler, Aguilar & Ponce, 2001 : New Species of Bufo (Anura: Bufonidae) from Central Peru. Copeia, vol. 2001, no 1, p. 216-223.